# Any Road
«Any Road» es una canción del músico británico George Harrison, publicada en el álbum de estudio póstumo Brainwashed (2002). La canción, que abre el disco, fue también publicada como sencillo de Brainwashed, con la canción instrumental «Marwa Blues» como cara B, el 12 de mayo de 2003. El sencillo, el último de la carrera musical de Harrison, alcanzó el puesto 36 en la lista británica UK Singles Chart.

## Composición y grabación
George Harrison compuso parte de «Any Road» durante el rodaje del videoclip de «This is Love», tercer y último sencillo del álbum Cloud Nine (1987). Diez años después, en mayo de 1997, Harrison estrenó la canción a petición de Sukanya Rajan en el canal de televisión VH1. La presentación, la última conocida de Harrison, tuvo lugar con motivo de la publicación de Chants of India, un álbum de Ravi Shankar que Harrison produjo. Durante el programa, además de una versión en acústico de «Any Road», interpretó «All Things Must Pass», «If You Belonged To Me», una canción publicada en el álbum Traveling Wilburys Vol. 3, y «Prabhujee», de Chants of India.
«Any Road» fue nominado como mejor interpretación vocal pop masculina en la 46.ª edición de los Premios Grammy, y fue también incluida en el recopilatorio Grammy Nominees. Aunque la canción perdió en favor de la canción de Justin Timberlake «Cry Me a River», «Marwa Blues», cara B del sencillo, ganó un Grammy en la categoría de mejor interpretación instrumental.
Tanto «Any Road» como «Marwa Blues» fueron posteriormente recopilados en el álbum Let It Roll: Songs by George Harrison (2009).

## Lista de canciones
Todas las canciones escritas y compuestas por George Harrison. 
| 7" R6601 |               |          |  |
| N.º      | Título        | Duración |  |
| 1.       | «Any Road»    | 3:49     |  |
| 2.       | «Marwa Blues» | 3:40     |  |

| CD CDRS6601 |                        |          |  |
| N.º         | Título                 | Duración |  |
| 1.          | «Any Road»             | 3:49     |  |
| 2.          | «Marwa Blues»          | 3:40     |  |
| 3.          | «Any Road» (Videoclip) | 3:49     |  |

## Personal
- George Harrison: voz, guitarra slide, guitarra acústica y banjulele
- Jeff Lynne: bajo, piano y coros
- Dhani Harrison: guitarra eléctrica y coros
- Jim Keltner: batería